# Wolfgang Stremmel
Wolfgang Stremmel (* 22. April 1952 in Köln) ist ein deutscher Mediziner (Innere Medizin, Gastroenterologie).
Stremmel studierte ab 1970 Medizin an der Universität zu Köln mit der Promotion und Approbation 1977 (Dissertation: Bis(monoacylglycerin)phosphat: ein „Marker“-Phosphatid sekundärer Lysosomen), war danach Assistent am Institut für Physiologische Chemie in Köln und ab 1978 an der Universitätsklinik Düsseldorf. 1980 bis 1982 war er Gastforscher an der Mount Sinai School of Medicine in New York. 1984 wurde er Facharzt für Innere Medizin. 1985 habilitierte er sich in Düsseldorf (mit der Arbeit: Rezeptorvermittelte Transportprozesse – Untersuchungen zum hepatozellulären Transport von Bilirubin und Fettsäuren sowie zur intestinalen Fettsäureresorption), wurde dort Hochschuldozent und war dort 1989 bis 1996 Projektleiter der Forschungsgruppe Mechanismen der Leberschädigung. 1987 wurde er Oberarzt in der Abteilung Gastroenterologie am Zentrum für Innere Medizin der Universitätskliniken Düsseldorf, 1989 außerplanmäßiger Professor und 1991 Professor. 1994 wurde er Professor und ärztlicher Direktor der Medizinischen Klinik und Poliklinik, Abteilung Innere Medizin IV der Ruprecht-Karls-Universität Heidelberg (Gastroenterologie, Infektionskrankheiten, Vergiftungen). 2018 wurde Stremmel emeritiert.
Er befasste sich unter anderem mit Fettleberhepatitis und deren Pathogenese, Therapie der Hepatitis mit Phosphatidylcholin, Therapie von chronisch entzündlichen Darmerkrankungen mit Phosphatidylcholin, Eisenstoffwechsel/Hämochromatose, Kupferstoffwechsel (Morbus Wilson), Fettsäurestoffwechsel.
Er erforschte die Wirkungsweise des körpereigenen Phosphatidylcholins beim Wiederaufbau der Schleim-Schutzschicht im Dickdarm, das für ein Medikament gegen Colitis ulcerosa Anwendung fand (Lipid Therapeutics, Heidelberg). Stremmel begleitete auch die klinischen Studien (ab 2005), was zu einer ersten Veröffentlichung 2007 und anschließenden Phase-II-Studien führte. Ein Hauptproblem bestand darin, das Phosphatidylcholin so zu verpacken, dass es nicht schon im oberen Teil des Dünndarms resorbiert wurde, sondern bis in den Dickdarm gelangte.
1989 erhielt Stremmel den Gottfried Wilhelm Leibniz-Preis. 1985 erhielt er den Thannhauser-Preis der Deutschen Gesellschaft für Verdauungs- und Stoffwechselkrankheiten und 1988 den European Price of Gastroenterology. 2006 wurde er Ehrendoktor der Universität Tiflis.

## Veröffentlichungen (Auswahl)
- Zur Pathogenese der Kohlenhydratstoffwechselstörung nach operativen Eingriffen. In: Infusionstherapie. 1, 1973, S. 294 ff.
- mit Harald Hefter und Cathrin Smolarek: Der Morbus Wilson. Pathogenese, Symptomatik, Diagnostik und Therapie der Kupferspeichererkrankung. Hefter, Lobenfeld bei Heidelberg 2000.